# Cantó de Saint-Sauveur
El cantó de Saint-Sauveur és un cantó francès del departament de l'Alt Saona, situat al districte de Lure. Té 20 municipis i el cap és Saint-Sauveur.

## Municipis
- Ailloncourt
- Baudoncourt
- Breuches
- Breuchotte
- Brotte-lès-Luxeuil
- La Chapelle-lès-Luxeuil
- La Corbière
- Citers
- Dambenoît-lès-Colombe
- Éhuns
- Esboz-Brest
- Froideconche
- Lantenot
- Linexert
- Magnivray
- Ormoiche
- Rignovelle
- Sainte-Marie-en-Chaux
- Saint-Sauveur
- Visoncourt

## Història
| Data d'elecció                           | Identitat            | Partit           | Qualitat |
| ---------------------------------------- | -------------------- | ---------------- | -------- |
| 1973-2001                                | Marc Roussel         | MRG, després PRG |          |
| 2001-2008                                | Jean-Claude Ghettini | PRG              |          |
| 2008-                                    | Joël Daval           | Divers gauche    |          |
| les dades anteriors no són pas conegudes |                      |                  |          |
|                                          |                      |                  |          |

## Demografia
| A partir de 1990: Població sense dobles comptes |